# Renato Queirolo
Renato Queirolo, né le 26 septembre 1944, est un scénariste de bande dessinée italien.
Il publie ses premiers travaux dans le mensuel exigeant Alter Alter avec la dessinatrice Anna Brandoli, avec laquelle il réalise de nombreuses autres histoires dans la décennie qui suit. À la fin des années 1980, il entre chez l'éditeur de bande dessinée populaire Bonelli et se met à travailler sur de très nombreuses séries réalistes de genre, comme Tex Willer.